# 初登頂
登山において、初登頂（はつとうちょう、FA: first ascent）とは、記録に残る初めての山頂への到達のこと、すなわち、それまで未踏峰だった山頂へ到達することである。特定の登山ルートを使用して初めて登頂に成功した場合についても言う。初登（はつとう）、初登攀（はつとうはん）とも言う。
初登頂が注目されるのは、他の人が開拓したルートを登るよりも、より大きなリスクと課題の解決が必要となるからである。初登頂を行った人を「初登頂者」(first ascensionist)と呼ぶ。

## 歴史
著名な山であっても、初登頂の詳細がほとんど知られておらず、頂上にあるケルンや遺物、碑文などが唯一の証拠となっているものもある。今日では、一般に初登頂は詳細に記録され、ガイドブックに記載されることが多い。
また、この用語は、特定の登山ルート（北壁経由など）や特定の条件（無酸素、単独登頂など）に限定した初の登頂成功についても使用する。

## 関連する用語
初期のロッククライミングにおいては、特に難易度の高いルートでは、道具を使用したものと使用しないもの（フリークライミング）とを区別していなかった時期がある。フリークライマーは、命綱などの最低限の装備のみを使用した条件での初登攀を「初フリー登攀」(first free ascent: FFA)と呼んでいる。
第二登（だいにとう、second ascent）は、初登頂で得られた教訓をもとにして、技術的な改善や、必要な道具や食料の量の把握などを目的として行う登山である。
他にも、特定の山やルートの「初登頂」を記録することもできる。一つは「冬季初登頂」で、その名の通り、冬季に限定した初登頂である。これは、冬の気候がルートの難易度を上げる要因となる場合（標高の高い場所や高緯度地域）に最も重要である。北半球では、条件に関係なく12月21日から3月21日までの間を冬季とするのが一般的である。また、ヒマラヤ地域では、ネパールや中国の冬期許可は12月1日からであるが、一般的な冬期登頂は12月21日からとなっている。
もう一つは「単独初登頂」で、登山隊を組まない1人の登山家のみという条件での初登頂を意味する。
「最後の登頂」(last ascent)という言葉は、何らかの理由で、ある山の登頂が不可能になった、またはある登山ルートが使用不可能になった場合の、最後の登頂のことを指す。